# Профиль убийцы (телесериал)
«Профиль убийцы» — российский детективный телесериал, снятый в 2012 (1 сезон) и 2016 (2 сезон) годах.

## Сюжет
Сериал повествует о работе сотрудников специального отдела профайлеров в составе МВД. Главные герои — Николай Удальцов и Владислав Петров являются профайлерами. Они способны, проанализировав характер преступлений и имеющиеся улики, составить так называемый «профиль» преступника, в котором указан его приблизительный возраст, социальное и семейное положение и другие характерные черты. В дальнейшем, по этому профилю они вычисляют убийцу, а помогает им в этом старший опер уголовного розыска Андрей Круглов.

## В ролях
- Денис Матросов — Николай Удальцов, полковник, начальник отделения профайлеров московского уголовного розыска (МУРа)
- Вадим Андреев — Владислав Викторович Петров, профессор психологии, подполковник
- Максим Щёголев — Андрей Круглов, майор (позже — подполковник), старший оперуполномоченный уголовного розыска
- Сергей Пиоро — Анатолий Дмитриевич Губанов, полковник (с 8-го фильма — генерал-майор)
- Ольга Куликова — Ирина Субботина, майор полиции
- Евгений Гусев — Степан Стасевич («Пифагор»), старший лейтенант отделения профайлеров, математический гений

## Производство
«Профиль убийцы» — первый российский фильм о работе профайлеров. Сериал основан на реальных событиях. Одним из авторов сценария стал научный консультант Главного управления криминалистики СК РФ Дмитрий Терский. О создании сценария он сказал следующее:

В основу всех сюжетов второго сезона легли реальные дела, которые расследовал я или мои коллеги. Некоторые истории взяты из следственной практики времен Советского Союза, а какие-то из сегодняшних дней.
Актёр Максим Щеголев о сериале «Профиль убийцы»:

Сценарий и герои фильма, консультации с настоящими профайлерами и профессиональная режиссёрская работа – всё это помогло создать нужную атмосферу, в которой родился такой интересный фильм. Мой герой – добрый, открытый сильный парень, который при этом фанатеет от своей профессии. Он в ходе сюжета перевоплощается из опера в профайлера.
Каждый сюжет — это один фильм, а каждый фильм состоит из двух серий. Первый сезон вышел на экраны в 2012 году и состоит из 16 серий. Премьера второго сезона, который включает в себя 24 серии, состоялась в октябре 2016 года.